# Persone di cognome Cooper
| Questa pagina contiene informazioni ricavate automaticamente dalle voci biografiche con l'ausilio del template Bio e di un bot. L'aggiornamento è periodico e automatico e ricostruisce completamente la pagina. Se manca una persona in questa lista, sei pregato di non aggiungerla, ma accertati piuttosto che la sua voce biografica contenga il template Bio e che i dati anagrafici siano correttamente compilati. Se il template Bio manca, inseriscilo tu stesso o, in alternativa, metti l'avviso {{tmp\|Bio}} che ne segnala la mancanza. Se i dati riportati sono sbagliati, correggi direttamente la voce biografica; le modifiche saranno visibili in questa lista entro pochi giorni. Per chiarimenti vedi il progetto antroponimi. La lista contiene solo le 167 persone che sono citate nell'enciclopedia e per le quali è stato implementato correttamente il template Bio. Pagina aggiornata al 7 ago 2025. |

Questa è una lista di persone presenti nell'enciclopedia che hanno il cognome Cooper, suddivise per attività principale.

## Allenatori di calcio(7)
- Colin Cooper, allenatore di calcio e ex calciatore inglese (Durham, n. 1967)
- Ken Cooper, allenatore di calcio e ex calciatore inglese (Blackpool, n. 1946)
- Kevin Cooper, allenatore di calcio e ex calciatore inglese (Derby, n. 1975)
- Mark Cooper, allenatore di calcio e ex calciatore inglese (Wakefield, n. 1968)
- Neale Cooper, allenatore di calcio e calciatore scozzese (Darjeeling, n. 1963 - Aberdeen, † 2018)
- Scott Cooper, allenatore di calcio inglese (Sheffield, n. 1970)
- Steve Cooper, allenatore di calcio e ex calciatore gallese (Pontypridd, n. 1979)

## Artiste(1)
- Waltraut Cooper, artista austriaca (Linz, n. 1937)

## Astronauti(1)
- LeRoy Gordon Cooper, astronauta statunitense (Shawnee, n. 1927 - Ventura, † 2004)

## Attori(15)
- Cooper Andrews, attore statunitense (Smithtown, n. 1985)
- Chris Cooper, attore statunitense (Kansas City, n. 1951)
- Gary Cooper, attore statunitense (Helena, n. 1901 - Beverly Hills, † 1961)
- Ben Cooper, attore statunitense (Hartford, n. 1933 - Memphis, † 2020)
- Bigelow Cooper, attore statunitense (Springfield, n. 1867 - Westchester County, † 1953)
- Blake Cooper, attore statunitense (Atlanta, n. 2001)
- Bradley Cooper, attore, regista e sceneggiatore statunitense (Abington, n. 1975)
- Charles Cooper, attore statunitense (San Francisco, n. 1926 - Los Angeles, † 2013)
- Chuck Cooper, attore e cantante statunitense (Cleveland, n. 1954)
- Dominic Cooper, attore britannico (Greenwich, n. 1978)
- George Cooper, attore statunitense (Newark, n. 1892 - Sawtelle, † 1943)
- Justin Cooper, attore statunitense (Los Angeles, n. 1988)
- Melville Cooper, attore britannico (Birmingham, n. 1896 - Los Angeles, † 1973)
- Pat Cooper, attore statunitense (New York, n. 1929 - Las Vegas, † 2023)
- Tommy Cooper, attore, comico e regista britannico (Caerphilly, n. 1921 - Londra, † 1984)

## Attrici(10)
- Claire Cooper, attrice televisiva britannica (Halifax, n. 1980)
- Dimples Cooper, attrice, ballerina e cantante filippina (Manila, n. 1914 - Los Angeles, † 1960)
- Edna Mae Cooper, attrice statunitense (Baltimora, n. 1900 - Woodland Hills, † 1986)
- Gladys Cooper, attrice britannica (Londra, n. 1888 - Henley-on-Thames, † 1971)
- Jenny Cooper, attrice canadese (Toronto, n. 1975)
- Lilli Cooper, attrice e cantante statunitense (New York, n. 1990)
- Marilyn Cooper, attrice e cantante statunitense (New York, n. 1934 - Englewood, † 2009)
- Miriam Cooper, attrice statunitense (Baltimora, n. 1891 - Charlottesville, † 1976)
- Nesta Cooper, attrice canadese (n. 1993)
- Jeanne Cooper, attrice statunitense (Taft, n. 1928 - Los Angeles, † 2013)

## Batteristi(1)
- Jason Cooper, batterista britannico (Londra, n. 1967)

## Calciatori(10)
- Alex Cooper, calciatore scozzese (Inverness, n. 1991)
- Davie Cooper, calciatore britannico (Hamilton, n. 1956 - Cumbernauld, † 1995)
- Godberg Cooper, calciatore italiano (Bergamo, n. 1997)
- Jake Cooper, calciatore inglese (Ascot, n. 1995)
- Liam Cooper, calciatore inglese (Kingston upon Hull, n. 1991)
- Michael Cooper, calciatore inglese (Exeter, n. 1999)
- Oliver Cooper, calciatore inglese (Derby, n. 1999)
- Paul Cooper, ex calciatore britannico (Brierley Hill, n. 1953)
- Terry Cooper, calciatore e allenatore di calcio inglese (Knottingley, n. 1944 - Leeds, † 2021)
- Thomas Cooper, calciatore inglese (Fenton, n. 1904 - Aldeburgh, † 1940)

## Canottieri(1)
- Andrew Cooper, ex canottiere australiano (n. 1964)

## Cantanti(3)
- D. C. Cooper, cantante statunitense (Johnstown, n. 1965)
- John Cooper, cantante e bassista statunitense (n. 1975)
- Shareefa, cantante statunitense (Newark, n. 1984)

## Cantautori(2)
- Alice Cooper, cantautore e attore statunitense (Detroit, n. 1948)
- JP Cooper, cantautore britannico (Middleton, n. 1983)

## Cestiste(4)
- Camille Cooper, ex cestista statunitense (Georgetown, n. 1979)
- Cynthia Cooper, ex cestista e allenatrice di pallacanestro statunitense (Chicago, n. 1963)
- Shayla Cooper, cestista statunitense (Norcross, n. 1995)
- Te'a Cooper, cestista statunitense (Montclair, n. 1997)

## Cestisti(12)
- Chris Cooper, ex cestista statunitense (Bronx, n. 1990)
- D.J. Cooper, cestista statunitense (Chicago, n. 1990)
- Duane Cooper, ex cestista statunitense (Benton Harbor, n. 1969)
- Joe Cooper, ex cestista statunitense (Houston, n. 1957)
- Tarzan Cooper, cestista e allenatore di pallacanestro statunitense (Newark, n. 1907 - Filadelfia, † 1980)
- Wayne Cooper, cestista, allenatore di pallacanestro e dirigente sportivo statunitense (Milan, n. 1956 - † 2022)
- Chuck Cooper, cestista statunitense (Pittsburgh, n. 1926 - Pittsburgh, † 1984)
- Darren Cooper, ex cestista statunitense (Portland, n. 1983)
- David Cooper, ex cestista americo-verginiano (Saint Croix, n. 1983)
- Lonnie Cooper, ex cestista e allenatore di pallacanestro statunitense (Tallulah, n. 1976)
- Michael Cooper, ex cestista e allenatore di pallacanestro statunitense (Los Angeles, n. 1956)
- Sharife Cooper, cestista statunitense (Newark, n. 2001)

## Chirurghi(2)
- Astley Cooper, chirurgo e anatomista inglese (Brooke, n. 1768 - Londra, † 1841)
- James Graham Cooper, chirurgo e naturalista statunitense (n. 1830 - † 1902)

## Compositori(1)
- John Cooper, compositore e liutista inglese (Londra, † 1626)

## Conduttori radiofonici(1)
- Milton William Cooper, conduttore radiofonico e scrittore statunitense (Long Beach, n. 1943 - Eagar, † 2001)

## Conduttrici televisive(1)
- Jill Cooper, conduttrice televisiva, personaggio televisivo e opinionista statunitense (Wichita, n. 1968)

## Criminali(2)
- D. B. Cooper, criminale statunitense († 1971)
- Paula Cooper, criminale statunitense (Gary, n. 1969 - Indianapolis, † 2015)

## Danzatori(1)
- Adam Cooper, ballerino, attore e coreografo britannico (Londra, n. 1971)

## Drammaturghi(1)
- Giles Cooper, drammaturgo britannico (Carrickmines, n. 1918 - Surbiton, † 1966)

## Esploratori(1)
- Thomas Thornville Cooper, esploratore britannico (Bishopwearmout, n. 1839 - Bhamo, † 1878)

## Fagottiste(1)
- Lindsay Cooper, fagottista, oboista e compositrice inglese (Hornsey, n. 1951 - Londra, † 2013)

## Fisici(1)
- Leon Cooper, fisico statunitense (New York, n. 1930 - Providence, † 2024)

## Generali(1)
- Samuel Cooper, generale statunitense (Wappinger, n. 1798 - Cameron, † 1876)

## Giocatori di baseball(3)
- Andy Cooper, giocatore di baseball statunitense (Waco, n. 1898 - Waco, † 1941)
- Chris Cooper, giocatore di baseball statunitense (Pittsburgh, n. 1978 - Las Vegas, † 2023)
- Garrett Cooper, giocatore di baseball statunitense (Torrance, n. 1990)

## Giocatori di football americano(13)
- Louis Cooper, ex giocatore di football americano statunitense (Marion, n. 1963)
- Amari Cooper, giocatore di football americano statunitense (Miami, n. 1994)
- Chris Cooper, ex giocatore di football americano statunitense (Lincoln, n. 1977)
- Edgerrin Cooper, giocatore di football americano statunitense (Covington, n. 2001)
- Jonathan Cooper, giocatore di football americano statunitense (Wilmington, n. 1990)
- Jonathon Cooper, giocatore di football americano statunitense (Gahanna, n. 1998)
- Josh Cooper, ex giocatore di football americano statunitense (Mustang, n. 1989)
- Marcus Cooper, giocatore di football americano statunitense (Bloomfield, n. 1990)
- Earl Cooper, ex giocatore di football americano statunitense (Giddings, n. 1957)
- Marquis Cooper, giocatore di football americano statunitense (Mesa, n. 1982 - Clearwater, † 2009)
- Pharoh Cooper, ex giocatore di football americano statunitense (Havelock, n. 1995)
- Riley Cooper, giocatore di football americano statunitense (Oklahoma City, n. 1987)
- Xavier Cooper, giocatore di football americano statunitense (Tacoma, n. 1991)

## Giornalisti(3)
- Anderson Cooper, giornalista, conduttore televisivo e scrittore statunitense (New York, n. 1967)
- Barry Michael Cooper, giornalista e sceneggiatore statunitense (New York, n. 1958 - Baltimora, † 2025)
- Kent Cooper, giornalista statunitense (Columbus, n. 1880 - West Palm Beach, † 1965)

## Hockeisti su ghiaccio(1)
- David Cooper, ex hockeista su ghiaccio canadese (Ottawa, n. 1973)

## Imprenditori(1)
- Peter Cooper, imprenditore, inventore e politico statunitense (New York, n. 1791 - New York, † 1883)

## Informatici(1)
- Alan Cooper, informatico e progettista statunitense (San Francisco, n. 1952)

## Ingegneri(1)
- John Newton Cooper, ingegnere, pilota automobilistico e imprenditore britannico (Surbiton, n. 1923 - Worthing, † 2000)

## Inventori(1)
- Martin Cooper, inventore e imprenditore statunitense (Chicago, n. 1928)

## Medici(2)
- Kenneth H. Cooper, medico e militare statunitense (Oklahoma City, n. 1931)
- Lilian Violet Cooper, medico britannico (Clapham, n. 1861 - Brisbane, † 1947)

## Miniatori(1)
- Alexander Cooper, miniaturista inglese (Londra, n. 1609 - Stoccolma, † 1660)

## Modelle(2)
- Bette Cooper, modella statunitense (Hackettstown, n. 1920 - Greenwich, † 2017)
- Wilhelmina Cooper, supermodella e imprenditrice olandese (Culemborg, n. 1939 - Greenwich, † 1980)

## Navigatori(1)
- Mercator Cooper, navigatore statunitense (Sag Harbor, n. 1803 - Barranquilla, † 1872)

## Nuotatori(3)
- Brad Cooper, ex nuotatore australiano (Singapore, n. 1954)
- Isaac Cooper, nuotatore australiano (Bundaberg, n. 2004)
- Stanley Cooper, nuotatore britannico (Leith, n. 1883 - † 1917)

## Nuotatrici(4)
- Julie Cooper, ex nuotatrice statunitense
- Lynette Cooper, nuotatrice rhodesiana (Città del Capo, n. 1944)
- Joyce Cooper, nuotatrice britannica (Troup, n. 1909 - Chichester, † 2002)
- Priya Cooper, nuotatrice australiana (South Perth, n. 1974)

## Ostacolisti(1)
- John Cooper, ostacolista e velocista britannico (Bromyard, n. 1940 - Ermenonville, † 1974)

## Pallavoliste(2)
- Brittnee Cooper, pallavolista statunitense (Houston, n. 1988)
- Reagan Cooper, pallavolista statunitense (Dallas, n. 2000)

## Percussionisti(1)
- Ray Cooper, percussionista e polistrumentista britannico (Watford, n. 1947)

## Pittori(3)
- Colin Campbell Cooper, pittore statunitense (Filadelfia, n. 1856 - Santa Barbara, † 1937)
- Samuel Cooper, pittore inglese (Londra, n. 1609 - Londra, † 1672)
- Thomas Sidney Cooper, pittore inglese (Canterbury, n. 1803 - Harbledown, † 1902)

## Politiche(1)
- Yvette Cooper, politica e economista inglese (Inverness, n. 1969)

## Politici(4)
- Duff Cooper, politico britannico (Londra, n. 1890 - oceano Atlantico, † 1954)
- Edward Cooper, politico statunitense (New York, n. 1824 - New York, † 1905)
- Ivan Cooper, politico e attivista britannico (Killaloo, n. 1944 - † 2019)
- Jim Cooper, politico e avvocato statunitense (Nashville, n. 1954)

## Psichiatri(1)
- David Cooper, psichiatra sudafricano (Città del Capo, n. 1931 - Parigi, † 1986)

## Pugili(1)
- Henry Cooper, pugile e attore britannico (Londra, n. 1934 - Limpsfield, † 2011)

## Rapper(1)
- Young Noble, rapper statunitense (Rancho Cucamonga, n. 1978 - Atlanta, † 2025)

## Registi(4)
- Hal Cooper, regista statunitense (New York, n. 1923 - Los Angeles, † 2014)
- Merian C. Cooper, regista, sceneggiatore e produttore cinematografico statunitense (Jacksonville, n. 1893 - San Diego, † 1973)
- Scott Cooper, regista, sceneggiatore e produttore cinematografico statunitense (Abingdon, n. 1970)
- Stuart Cooper, regista, attore e sceneggiatore statunitense (Hoboken, n. 1942)

## Rugbisti a 13(1)
- Matt Cooper, rugbista a 13 australiano (Port Kempla, n. 1979)

## Rugbisti a 15(2)
- Gareth Cooper, rugbista a 15 gallese (Bridgend, n. 1979)
- Quade Cooper, rugbista a 15 e pugile neozelandese (Auckland, n. 1988)

## Sceneggiatori(1)
- Robert C. Cooper, sceneggiatore, produttore cinematografico e regista canadese (Toronto, n. 1968)

## Sciatrici alpine(2)
- Christin Cooper, ex sciatrice alpina statunitense (Los Angeles, n. 1959)
- Kirsten Cooper, ex sciatrice alpina statunitense (n. 1988)

## Scrittori(6)
- Bernard Cooper, romanziere e scrittore statunitense (Hollywood, n. 1951)
- Dennis Cooper, scrittore e poeta statunitense (Pasadena, n. 1953)
- Glenn Cooper, scrittore, sceneggiatore e produttore cinematografico statunitense (White Plains, n. 1953)
- James Fenimore Cooper, scrittore statunitense (Burlington, n. 1789 - Cooperstown, † 1851)
- Madison Cooper, scrittore e filantropo statunitense (Waco, n. 1894 - Waco, † 1956)
- William Cooper, scrittore britannico (Crewe, n. 1910 - Londra, † 2002)

## Scrittori di fantascienza(1)
- Edmund Cooper, autore di fantascienza inglese (Marple, n. 1926 - † 1982)

## Scrittrici(5)
- Anna J. Cooper, scrittrice, docente e sociologa statunitense (Raleigh, n. 1858 - Washington, † 1964)
- Edith Cooper, scrittrice e poetessa inglese (n. 1862 - † 1913)
- Helen Cooper, scrittrice e illustratrice inglese (Londra, n. 1963)
- Jean Campbell Cooper, scrittrice inglese (Chefoo, n. 1905 - † 1999)
- Susan Cooper, scrittrice inglese (Burnham, n. 1935)

## Storici(2)
- Frederick Cooper, storico e africanista statunitense (New York, n. 1947)
- John Julius Norwich, storico e personaggio televisivo britannico (Oldham, n. 1929 - Londra, † 2018)

## Supercentenarie(1)
- Besse Cooper, supercentenaria e insegnante statunitense (Sullivan County, n. 1896 - Monroe, † 2012)

## Tastieriste(1)
- Korey Cooper, tastierista e chitarrista statunitense (n. 1972)

## Tenniste(1)
- Charlotte Cooper, tennista inglese (Ealing, n. 1870 - Helensburgh, † 1966)

## Tennisti(2)
- Ashley Cooper, tennista australiano (Melbourne, n. 1936 - † 2020)
- John Cooper, ex tennista australiano (Alexandra, n. 1946)

## Tiratori a segno(1)
- Malcolm Cooper, tiratore a segno britannico (Camberley, n. 1947 - Eastergate, † 2001)

## Tuffatori(1)
- Zachary Cooper, tuffatore statunitense (n. 1998)

## Velisti(1)
- Kirk Cooper, velista bermudiano (n. 1932 - † 2018)

## Wrestler(1)
- Tucker Knight, wrestler statunitense (Orlando, n. 1990)

## Youtuber(1)
- Brett Cooper, youtuber e attrice statunitense (Bellingham, n. 2001)

## Senza attività specificata(1)
- Jacqui Cooper, ex sciatrice freestyle australiana (Melbourne, n. 1973)